# Johannes Handl
Johannes Handl, né le 7 mai 1998 à Graz en Autriche, est un footballeur autrichien qui évolue au poste de défenseur central au FK Austria Vienne.

## Biographie

### En club
Né à Graz en Autriche, Johannes Handl commence le football au SV Frohnleiten avant d'être formé par le SK Sturm Graz qu'il rejoint en 2007. Jeune joueur prometteur, sa progression est freinée par deux importantes blessures à la cheville nécessitant à chaque fois une opération. Handl ne parvient pas à se frayer un chemin vers l'équipe première et décide de quitter le club lors de l'été 2017. Il rejoint finalement le SV Lafnitz (en) en juin 2017. Avec ce club il découvre la deuxième division autrichienne, jouant son premier dans cette compétition le 28 juillet 2018, lors de la première journée de la saison 2018-2019 contre le WSG Wattens. Il entre en jeu à la place de David Schloffer (en) et son équipe s'incline lourdement par six buts à un.
Le 21 juin 2019, Johannes Handl s'engage en faveur du FK Austria Vienne, où il signe un contrat courant jusqu'en juin 2023. 
Il joue son premier match en équipe première le 11 août 2019, contre le SV Mattersburg, faisant par la même occasion ses débuts en première division autrichienne. Il est titularisé et son équipe l'emporte par cinq buts à un.
Le 12 janvier 2023, Handl prolonge son contrat avec l'Austria Vienne, le liant désormais au club jusqu'en juin 2026.

### En équipe nationale
Johannes Handl joue son unique match avec l'équipe d'Autriche espoirs le 5 septembre 2019, face à Andorre. Il est titularisé et son équipe s'incline par trois buts à zéro ce jour-là.